# Jocs Fúnebres

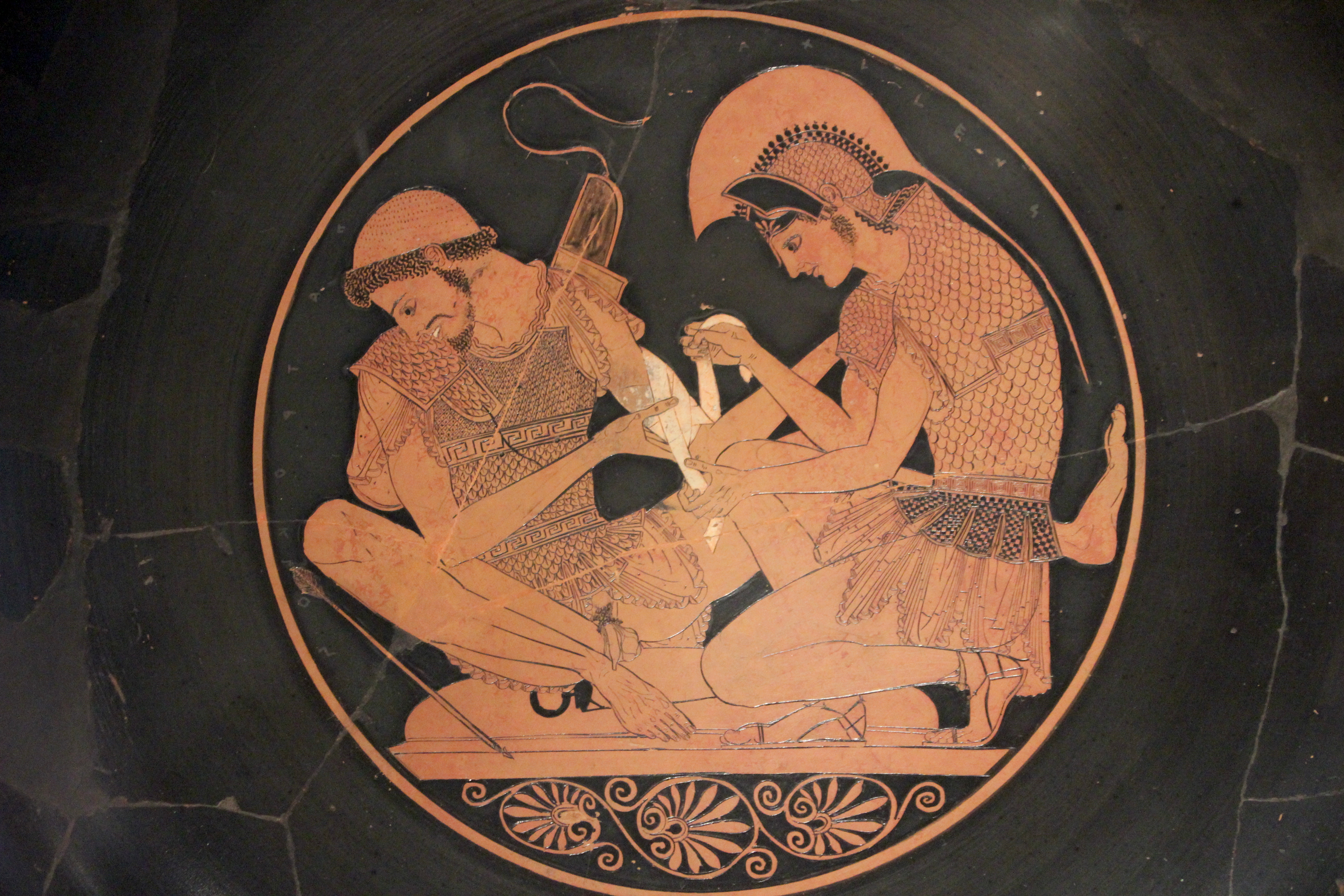
Àmfora amb la representació d'Aquil·les curant el seu company d'armes, Patrocle. Després de la seva mort, Aquil·les li va consagrar els Jocs Fúnebres.

A l'antiguitat clàssica, els jocs fúnebres eren els jocs que se celebraven després de la mort de certes persones il·lustres. Consistien en competicions esportives i en simulacions de combats de caràcter privat, organitzats per la família del difunt, encara que hi podia assistir tothom. Els organitzaven els particulars, i no l'estat, que a Roma era qui organitzava els Jocs romans.

## Grècia
A la Ilíada (cant XXIII), Homer narra detalladament els jocs fúnebres que Aquil·les va organitzar en honor de Pàtrocle, i Virgili (Eneida, cant V), inspirat en Homer, els que Enees va organitzar en honor del seu pare Anquises. Moltes de les competicions que se celebraven eren similars a les que tenien lloc als Jocs Olímpics, que, de fet, tenen el seu origen precisament els jocs fúnebres, encara que posteriorment se celebrassin en honor de Zeus.

## Roma
A Roma, els jocs fúnebres (en llatí: Ludi Funebres) se celebraven el novè dia després de la mort. Les exhibicions de gladiadors al Fòrum eren freqüents en aquests jocs. Aquestes lluites no es feien en cap altre lloc durant l'època republicana, segons la vella creença que la sang humana havia de fluir sobre la tomba d'un mort. A Roma, l'origen dels concursos de gladiadors, que provenien d'Etrúria i de Campània, es troba justament en els jocs fúnebres que va organitzar el cònsol Dècim Juni Pera, juntament amb el seu germà Marc, en honor del seu pare, Dècim Juni Brutus Pera, l'any 264 aC, segons que diuen Valeri Màxim i Titus Livi. Als testaments s'ordenava sovint que es fessin exhibicions de gladiadors durant el funeral del testador. També es feien representacions dramàtiques durant jocs fúnebres, i així es va fer als jocs fúnebres de Luci Emili Paulus Macedònic l'any 160 aC. Generalment, els jocs només duraven un dia, i només lluitaven algunes parelles de gladiadors, però al funeral de Marc Emili Lèpid, l'any 216 aC, els jocs van durar tres dies, i van lluitar vint-i-dues parelles de gladiadors van lluitar. Al funeral de Marc Valeri Leví, l'any 200 aC, els jocs van durar quatre dies, i van lluitar vint-i-cinc parelles, i al de Publi Licini Cras Dives, l'any 183 aC, els jocs van durar tres dies i van lluitar 120 gladiadors, segons dades de Titus Livi. Es considerava vergonyós que les dones assistissin als jocs fúnebres, i Publi Semproni Sop, cònsol l'any 304 aC, es va divorciar de la seva dona perquè va assistir a uns jocs fúnebres, diuen Valeri Màxim i Plutarc.